# Prabhaczandra II Suri
Prabhaczandra II Suri (ur. 950 zm. 1020 lub ur. 1037 zm. 1122) – dżinijski mnich i filozof, należący do tradycji digambarów.
Był autorem licznych komentarzy do dzieł m.in. Kundakundy, Manikjanandina czy Gunabhadry. Jego prace charakteryzują się kunsztownością argumentacji i analitycznym językiem.

## Dzieła
- Lotosowe słońce przedmiotów poznania
- Lotosowy księżyc logiki
- Lampa rozjaśniająca
- Skarbnica opowieści do recytacji